# ارنستو دا لا گواردیا
ارنستو دا لا گواردیا (انگلیسی: Ernesto de la Guardia; زاده ۳۰ مهٔ ۱۹۰۴ – درگذشته ۲ مهٔ ۱۹۸۳) سیاستمدار و دیپلمات اهل پاناما بود. وی از ۱ اکتبر ۱۹۵۶ تا ۱ اکتبر ۱۹۶۰ رئیس‌جمهور پاناما بود.
ارنستو دا لا گواردیا در ۲ مه ۱۹۸۳، در سن ۷۸ سالگی در پاناماسیتی درگذشت.